# Тансаріно
Танса́ріно (рос. Тансарино, чув. Тупах) — присілок у складі Урмарського району Чувашії, Росія. Входить до складу Кульгеського сільського поселення.
Населення — 272 особи (2010; 353 у 2002).
Національний склад:
- чуваші — 98 %